# André Jacqmain
André Jacqmain (Anderlecht, 15 januari 1921 - Ukkel, 28 januari 2014) was een Belgisch architect.

## Loopbaan
Jacqmain studeerde in 1944 af aan de Koninklijke Academie voor Schone Kunsten van Brussel, waar hij onder andere les kreeg van Henry Lacoste.
Hij was een voorloper van het postmodernisme, wat tot uitdrukking kwam door zijn gesofisticeerde benadering van volumes en vormen.
Jacqmain was eveneens betrokken, samen met de schilder Pierre Alechinsky, de beeldhouwers Olivier Strebelle en Reinhoud en de graficus Michel Olyff, bij de oprichting van “Les ateliers du Marais” in de periode tussen 1949 en 1952, het trefpunt in Brussel van de CoBrA-beweging. Hij richtte in 1967 het Atelier d'architecture de Genval op.
In 1977 werd hij laureaat van de Prijs Baron Horta van de Academie royale des Sciences, des Lettres et des Beaux-Arts de Belgique voor het geheel van zijn werk. 
Hij was Commandeur in de Orde van Leopold II. Hij was ook Commandeur in de Franse Orde van Kunsten en Letteren en ereburger van Terhulpen.

## Werken
Jacqmain ontwierp onder meer:
- de woning van kunstschilder Carlo de Brouckère (Torhout, 1949-1950)
- de woning van de beeldhouwer Olivier Strebelle (Ukkel, 1958)
- het ondertussen gesloopte Foncolin-kantoorgebouw (Brussel, 1958)
- de inrichting van het Internationale Paleis van de Wetenschap op de wereldtentoonstelling 1958 (Brussel, 1958)
- de voormalige woning met privémuseum van de Antwerpse diamantair en kunstverzamelaar Bertie Urvater, later, gedurende 40 jaar, residentie van de Zaïrese ambassadeur in België  (Sint-Genesius-Rode, 1960)
- de woning Rombaut-Deplus (Brussel, 1961)
- het ondertussen afgebroken Théâtre National (Rogiercentrum Brussel, 1961)
- diverse gebouwen op de campus van de universiteit van Luik te Sart-Tilman en van de UCL te Louvain-la-Neuve (1961-1970)
  - Musée L in Louvain-la-Neuve
- het burelencomplex van Glaverbel, samen met Renaat Braem, Pierre Guilissen et Victor Mulpas (Brussel, 1967)
- de woning Le Pangolin (Knokke-Zoute, 1966-1968)
- het masterplan en verschillende villa's in de verkaveling "Caló d'en Real" (Ibiza, vanaf 1976)
- de Stefanie gebouwen (Brussel, 1982-1983)
- het gebouw van het Europees Parlement (Brussel, 1983)
- het Markiesgebouw (Brussel, 1985-1989)
- het Saphirgebouw (Brussel, 2003)